# 局部磨製石斧
局部磨製石斧（きょくぶませいせきふ）とは、石器全面ではなく刃部（刃先部分）のみに磨き（研磨）をかけた磨製石斧の1種である。日本列島では約4～3万年前の後期旧石器時代初頭に登場した。狩猟で仕留めた動物の解体や皮の加工に使用されたとする説のほか、材木の伐採や加工に使用されたとする説がある。

## 概要

### 日本列島
縄文時代や弥生時代の磨製石斧のように石器全面ではなく刃部にのみ局所的な研磨が見られるためこの名がある。石材は蛇紋岩、珪質頁岩、チャート、サヌカイト、ガラス質安山岩などを利用している。
日本列島出土のものが世界最古級とされている。「この時代には打製石器のみが使用され、磨製石器は出現していない」とする旧石器時代の定義に見直しを迫る遺物として注目された。1949年（昭和24年）の岩宿遺跡が初出で、このときは旧石器時代存否論争、無土器新石器時代説、中石器時代説を引き起こし、石器資料そのものに関しては摩耗論争さえ巻き起こっている。その後、日本列島では北海道を除く、関東・中部地方を中心に100箇所から650本ほどの出土がある。長野県の野尻湖遺跡群（日向林B遺跡など）から250点あまり出土している。
その用途・使用法については意見が分かれており、獲物（動物）の解体・皮なめしなどの加工用具説（麻柄一志・春成秀爾ら）のほか、木材の伐採・加工具説（稲田孝司・長崎潤一・佐藤宏之ら）などがある。刃部の使用痕分析を行った堤隆（明治大学研究員）は、大型のものには激しい損傷を受けたものが多く、小型のものは皮をなめしたと見られる擦過痕が多いことから、当初は伐採などの木材加工に使用され、損傷して小型化してくると軽作業（皮なめしなど）に用いたのではないかと推定している。
これら日本列島の局部磨製石斧は、後期旧石器時代後半に入るころには突然消滅し、後の縄文時代の磨製石斧と系統的な連続性を持たないという特徴があるが、その消滅の理由についてはよくわかっていない。

### 日本列島以外
日本列島以外では、オーストラリアのアーネムランド出土の断片（約3万5000年前）の例がある。
他にオーストリアのヴォレンドルフ遺跡出土の約2万5000年前の全面磨製石斧、ロシアのコスチョンキ（約1万4000年前）、アフォントヴァゴラ（約2万年前）、オーストラリアのナワモイン（約2万1500年前）、マランガンガー（約2万9000年前）からの報告がある。
コスチョンキ出土資料は製作時に磨いたのか使用痕によるものなのかをめぐって日本国内でも論争が起こった。アフォントヴァゴラの資料は表面採集資料である。オーストラリアの2例は溝部をもつ例として報告されているが、石器実測図からは研磨部分を読み取ることは難しい。とくに海外について、今後の資料の増加とデータの充実が求められる石器である。

## 日本列島での出土遺跡
下記遺跡の一部事例に関しては、実測図が『図解・日本の人類遺跡』に出土地の地図とともに掲載されている。
- 此掛沢Ⅱ遺跡（秋田県）
- 地蔵田遺跡（秋田県）
- 大台野遺跡（岩手県）
- 磯山遺跡（栃木県）
- 殿山遺跡（栃木県）
- 古城遺跡（群馬県）
- 岩宿遺跡（群馬県）
- 下触牛伏遺跡（しもふれうしぶせ、群馬県伊勢崎市赤堀町、2万数千年前の環状ブロック群、2000点あまりの石器・石材出土）
- 大竹遺跡（群馬県）
- 出口鐘塚遺跡（千葉県）
- 三里塚No.55遺跡（千葉県）
- 中台柿谷遺跡（千葉県）
- 中山新田Ⅰ遺跡（千葉県）
- 武蔵台遺跡（東京都）
- 鈴木遺跡（東京都）
- 栗原遺跡（東京都）
- はけうえ遺跡（東京都）
- 高井戸東遺跡（東京都）
- 中見代Ⅰ遺跡（静岡県）
- 野尻湖遺跡群（長野県）
  - 日向林B遺跡
- 太子林遺跡（長野県）
- 白岩藪ノ上遺跡（富山県）
- 西原C遺跡（富山県）
- 長山遺跡（富山県）
- 七日市遺跡（兵庫県）
- 坂井遺跡（兵庫県）
- 戸谷第一遺跡（岡山県）
- 早風A遺跡（岡山県）
- 鴻ノ巣遺跡（広島県）
- 西ガガラ遺跡（広島県）
- 立岩遺跡（福岡県）
- 曲野遺跡（熊本県）